# ムキルテオ (ワシントン州)
ムキルテオ（Mukilteo, /ˌmʌkəlˈtiː.oʊ/）は、アメリカ合衆国ワシントン州スノホミッシュ郡の都市である。人口は2万1538人（2020年）。シアトルの北40キロメートルに位置している。

## 地理
ムキルテオはピュージェット湾に面している。
アメリカ合衆国統計局によると、総面積24.4 km2 (9.4 mi2) である。このうち16.4 km2 (6.3 mi2) が陸地であり、8.0 km2 (3.1 mi2) (32.84%) が水地である。

## 住民
2000年国勢調査では、人口18,019人、6,759世帯、4,981家族が暮らしている。人口密度は1,097.3/km2 (2,842.5/mi2) である。435.2/km2 (1,127.3/mi2) の平均的な密度に7,146軒の住宅が建っている。この都市の人種的な構成は白人82.06%、アフリカン・アメリカン1.48%、ネイティブ・アメリカン0.79%、アジア10.97%、太平洋諸島系0.25%、その他の人種1.13%、混血3.31%である。この人口の2.90%はヒスパニックまたはラテン系である。
全世帯のうち、18歳未満の子供と同居している世帯が40.1%、夫婦のみの世帯が61.8%、未婚女性の世帯が8.6%であり、26.3%は家族を持たない。個人名義の世帯主が19.8%、そのうち65歳以上が3.0%である。世帯ごとの平均人数は2.66人、家族ごとの平均人数は3.10人である。
18歳未満の未成年が28.2%、18歳以上24歳以下が7.6%、25歳以上44歳以下が31.4%、45歳以上64歳以下が26.2%、65歳以上が6.6%、平均年齢は36歳である。女性100人に対して男性は98.6人である。18歳以上の女性100人に対して男性は96.5人である。
この都市の世帯ごとの平均的な収入は107,323 USドルであり、家族ごとの平均的な収入は117,487 USドルである。男性は83,880 USドルに対して女性は57,835 USドルの平均的な収入がある。この都市の一人当たりの収入 (per capita income) は59,134 USドルである。人口の1.8%及び家族の2.4%の収入は貧困線以下である。全人口のうち18歳未満の2.0%及び65歳以上の2.0%は貧困線以下の生活を送っている。

## 交通
ムキルテオ駅ではサウンダー通勤鉄道の列車が利用できる。アムトラックの列車は停車しない。駅は海岸に立地しており、ワシントン州運営のフェリー乗り場が隣接している。